# تشييء الذات
تسليع الذات (بالإنجليزية: Self-objectification) هو عندما ينظر الناس إلى أنفسهم باعتبارهم سلعا للاستخدام وليس بشرًا. يحدث تسليع الذات نتيجة للتشييء (بالإنجليزية: objectification) ويُناقش بوجه عام عند التطرق لموضوعات الجنس والجندر. يعاني الرجال والنساء -على حد سواء- من تسليع الذات، ولكنه شائع أكثر بين النساء. وفقًا لكالوغيرو، فإن تسليع الذات هو ما يفسر العملية النفسية التي من خلالها تستوعب النساء تسليع المجتمع لأجسادهن، ما يؤدي إلى انتقادهن المستمر لأجسادهن.

## ارتباطه بالتشييء
إن التشييء وتشييء الذات موضوعان مختلفان، لكنهما مترابطان ترابطًا وثيقًا.  يبحث التشييء في الكيفية التي ينظر بها المجتمع إلى الأشخاص (النساء، في هذه الحالة) باعتبارهم أجسادًا تُستخدم لمتعة شخص آخر. يتجلى هذا في الإعلانات التي يظهر فيها جسد المرأة وليس وجهها. تضع هذه الرسائل معيارًا غير واقعي عن أجساد النساء، وتجردهن من إنسانيتهن محولة إياهن إلى أداة للمتعة البصرية، ما يجعلهم يشييئن ذواتهن. تبدأ النساء في استيعاب رسالة مفاداها أنهن لسن كيانات بشرية، بل أدوات للجمال، والمتعة، وللهو الرجال، ويبدأن في النظر إلى أنفسهن وأجسادهن على هذا النحو.
يمكن وصف تشييء الذات الدائم بأنه حلقة دائرية. يؤدي التشييء إلى تشييء الذات، الذي يديم التشييء، أو يؤدي إلى استمراره، وتستمر هذه الحلقة المفرغة. تؤدي وسائل الإعلام والعلاقات الاجتماعية عاملان في هذه الدورة أيضًا. إن وسائل الإعلام منتشرة في كل مكان، تُلصق صور النساء اللواتي يبدون مثاليات الجمال على اللوحات الإعلانية، وفي مقاطع الفيديوهات الموسيقية، وعلى أغلفة الدوريات. تدفع هذه المُثل الناس إلى النظر للأشياء من حولهم عبر عدسة غير واقعية، معتقدين أن عليهم التشبه والتصرف بطرق مماثلة للتي تُصوَّر بها المرأة في وسائل الإعلام، ما يديم الدوران في حلقة مفرغة من تشييء الذات. تؤثر التفاعلات الاجتماعية على هذه الدورة أيضًا، إذ تعزز الطريقة التي يتواصل بها الناس مع بعضهم البعض -دون وعي- عملية التشييء هذه. هذا النوع من الحديث يعرف باسم الاتصال المتعلق بالمظهر. هناك نوعان من التواصل بالمظاهر لهما تأثير على تشييء الذات وهما: المبالغة في تقدير الوزن والمبالغة في تقدير العمر.